# Geocarpeae
Geocarpeae es una tribu de plantas perteneciente a la familia Caryophyllaceae. Tiene un solo género Geocarpon.

## Géneros
- Geocarpon[2]